# Domenico Maria Muratori
Domenico Maria Muratori (* am oder kurz vor dem 14. April 1661 in Vedrana bei Bologna; † 17. August 1742 oder Oktober 1744 in Rom) war ein italienischer Maler und Radierer im Barock und Rokoko. Trotz seines umfangreichen Werkes geriet er beinahe in völlige Vergessenheit.

## Leben
Muratori wurde in Vedrana, einer kleinen Ortschaft etwa 20 Kilometer nordöstlich von Bologna geboren. Das Geburtsdatum ist nicht genau bekannt, nur das Taufdatum, der 14. April 1661. Muratori war in Bologna Schüler von Lorenzo Pasinelli an der Ghislieri-Akademie, 1688 wurde er als bester Schüler ausgezeichnet. Er verließ Bologna im April 1689 zunächst nach Neapel und ist ab 1690 in Rom nachgewiesen.

### Werke in Rom
Muratori studierte zunächst weiter in Rom. Etwa um diese Zeit begann er mit ersten Fresken in verschiedenen römischen Kirchen. Er wurde 1703 Mitglied der Päpstlichen Akademie der schönen Künste und der Literatur. 1705 wurde er in die wichtige Academia San Luca berufen.
Er schuf noch vor 1704 ein Fresko und fünf Ölgemälde für die Capella San Giovanni da Capestrano in der Kirche San Francesco a Ripa, von den Gemälden haben sich noch zwei erhalten. Seine Malweise orientierte sich stark an den jüngeren Carracci, aber auch Einflüsse von Domenichino und Guido Reni sind erkennbar.
Etwa um 1702 bis 1706 arbeitete er für Kardinal Fabrizio Spada zwei Gemälde über antike Themen, einmal den Tod des Marcus Antonius und danach folgend den Tod der Kleopatra, die Werke befinden sich heute in der Galleria Spada in Rom.
Eine Reihe an Gemälden, die er für die Familie Strozzi etwa 1708 anfertigte, sind heute verloren. Für Kardinal Tommaso Ruffo fertigte er 1709 die Apsisfresken in der Kirche Spirito Santo dei Napoletani, sie stellen die Wunder des hl. Thomas von Aquin dar.
Weitere Beispiele seines römischen Wirkens sind eine Figur des Nahum im San Giovanni in Laterano, das Fresko befindet sich am ersten rechten Pfeiler unmittelbar nach dem Mittelportal oder die Darstellung des hl. Augustinus für Bambin Gesù, geschaffen als Altarblatt des rechten Arms des Querhauses. Ebenso von ihm stammt in Santa Croce e San Bonaventura dei Lucchesi das Ölgemälde Wunder des hl. Lorenzo Giustiniani, es befindet sich auf der linken Wandseite der Capella Castagnori, der mittleren Kapelle rechterhand. Einer der Höhepunkte seines Schaffens ist das Altargemälde in Öl für Santi Dodici Apostoli, gearbeitet 1726 für 1.000 Scudi im Auftrag des Erzbischofs von Ravenna. Es stellt das Martyrium der hl. Philippus und Iacobus dar und ist das größte noch in Rom vorhandene Altargemälde. Eine Vorzeichnung für das riesige Gemälde befindet sich heute im Nationalmuseum in Neapel.

### Weitere Werke
Muratori fertigte auch Auftragsarbeiten für nichtrömische Kirchen an. In Pisa befinden sich zwei Gemälde von ihm in der Kirche San Sisto. Es handelt sich um eine Darstellung Maria mit Jesuskind und die Hl. Leonhard und Franz von Sales, geschaffen etwa im dritten Jahrzehnt des 18. Jahrhunderts. Für den Dom von Orvieto fertigte er 1724 im Auftrag des Kardinals Filippo Antonio Gualterio, eines Großneffen von Kardinal Carlo Gualterio, eine Darstellung Johannes der Täufer mit Maria Magdalena, Agnes und hl. Karl Borromäus. Weitere Werke sind in Ascoli Piceno, Turin und Assisi erhalten, für letztere in Santa Maria degli Angeli ebenfalls eine Mariendarstellung mit Kind und Heiligen.
Wohl vor 1731 schuf er im Wettstreit mit Marco Benefial die Dornenkrönung für Santissime Stimmate di San Francesco. In seinem Spätwerk erwähnenswert ist noch das Altargemälde für Santa Prassede von 1735 und eine Darstellung des hl. Jean François Régis für Kardinal Neri Maria Corsini von 1737. Bei einigen anderen Gemälden, die ihm als späte Werke zugeschrieben wurden, ist sich die Kunstgeschichte mittlerweile unsicher.
Muratori starb hochbetagt in Rom, nach neuerer Forschung am 17. August 1742, nach älteren Angaben im Oktober 1744 oder sogar erst im Jahr 1749. Er ist im Pantheon beigesetzt. Von seinen Kindern wurde ein Sohn, Giuseppe Renato Muratori (1708–1766) auch Maler.